# Elena von Avalor
Elena von Avalor ist eine seit 2016 produzierte Serie aus dem Hause Disney. Die Zeichentrickserie entstand nach einer Idee von Craig Gerber. Die sechzehnjährige Elena muss dabei, mit Hilfe ihrer Großeltern, das in der Karibik angesiedelte Königreich Avalor regieren. Neben mystischen Elementen beschreibt die Serie das Leben der kreolischen Oberschicht, vor allem in der Gestaltung der Kleidung, im frühen 19. Jahrhundert.

## Besetzung
Die Synchronisation der Serie wird bei der SDI Media Germany nach Dialogbüchern und unter der Dialogregie von Tanja Schmitz erstellt.
| Rolle             | Englische Sprecher  | Deutsche Sprecher                                 |
| ----------------- | ------------------- | ------------------------------------------------- |
| Prinzessin Elena  | Aimee Carrero       | Magdalena Turba                                   |
| Naomi             | Jillian Rose Reed   | Tanja Schmitz                                     |
| Francisco         | Emiliano Díez       | Uli Krohm                                         |
| Luisa             | Julia Vera          | Iris Artajo                                       |
| Armando           | Joe Nunez           | Fabian Oscar Wien                                 |
| Prinzessin Isabel | Jenna Ortega        | Emilia Raschewski                                 |
| Kanzler Esteban   | Christian Lanz      | Sebastian Jacob                                   |
| Skylar            | Carlos Alazraqui    | Florian Hoffmann                                  |
| Gabe              | Jorge Diaz          | Jeffrey Wipprecht                                 |
| Mateo             | Joseph Haro         | Nicolás Artajo                                    |
| Luna              | Yvette Nicole Brown | Peggy Sander                                      |
| Zuzo              | Keith Ferguson      | Arne Stephan                                      |
| Carmen            | Justina Machado     | Greta Galisch de Palma                            |
| Julio             | Jamie Camil         | Robert Glatzeder (Sprache) Michael Ernst (Gesang) |
| Shuriki           | Jane Fonda          | Victoria Sturm                                    |
| Rico              | Arturo del Puerto   | Martin Gleitze                                    |